# Оксил (сын Гемона)
Оксил (др.-греч. Ὄξυλος) — персонаж древнегреческой мифологии гомеровской эпохи. Происходил из Этолии. Сын Гемона, правнук Андремона (либо сын Андремона). Потомок Этола в 10-м поколении. Из Этолии. Совершив убийство, бежал в Элиду. Убитого диском называют Фермием (братом Оксила) или Алкидоком (сыном Скопия).
Сидел на одноглазом коне, и Гераклиды, встретив его, в соответствии с предсказанием сделали его вождем войска при вторжении дорийцев на Пелопоннес. За это он получил Элейскую землю. Став царем, разделил землю с этолийцами. Согласно предсказанию из Дельф, привлек Агория, сына Дамасия, внука Пенфила, правнука Ореста, потомка Пелопа, к поселению. Жена Пиерия, сыновья Этол и Лаиас.
Устроил Олимпийские игры. Примерно через 8 лет после начала правления скиллунтцы воздвигли храм Геры в Олимпии. Оксилу приписывался закон, что определенная часть земли не должна отдаваться под залог. Могила, возможно, в Элиде.